# Walter Bathe
Walter Bathe (Alemania, 1 de diciembre de 1892-21 de septiembre de 1959) fue un nadador alemán especializado en pruebas de estilo braza, donde consiguió ser campeón olímpico en 1912 en los 200 y 400 metros.

## Carrera deportiva
En los Juegos Olímpicos de Estocolmo 1912 ganó la medalla de oro en los 200 metros braza con un tiempo de 3:01.8 segundos, por delante de sus compatriotas Wilhelm Lützow  y Paul Malisch; y también ganó el oro en los 400 metros estilo braza con un tiempo de 6:29.6 segundos, por delante del sueco Thor Henning  y del británico Percy Courtman.